# George Collingridge
George Collingridge (1847-1931) va ser un escriptor i il·lustrador australià més conegut avui per les seves primeres afirmacions sobre el descobriment portuguès d'Austràlia al segle xvi.

## Biografia
Va néixer en Oxfordshire, Anglaterra, educat a París, va servir en els Zuaus pontificis (al costat del seu germà Alfred, que va morir en la batalla de Mentana), i va emigrar a Austràlia el 1879 a bord del Lusitania (que no tenia res a veure amb la nau del mateix nom que es va enfonsar el 1915). Es va instal·lar a la zona, llavors aïllada de Berowra, abans de traslladar-se a la propera Hornsby, Nova Gal·les del Sud. Els seus títols acadèmics francesos com a "Professor" no van ser reconeguts per les universitats australianes, va treballar com a professor d'art, i va contribuir amb dibuixos i articles en els periòdics locals. Va fundar la primera revista d'art d'Austràlia, i va ser un dels fundadors de la Royal Art Society of New South Wales.
La seva publicació de The Discovery of Austràlia el 1895 li va valer guardó com un "geni" i com a "autoritat en matèria geogràfica" per part dels membres de la Royal Geographical Society, així com honors estrangers: el 1908 va ser creat Caballero Comandante de l'Orde de Santiago pel Rei de Portugal. El 1917 va ser nomenat Caballero Comandant de l'Ordre d'Isabel la Catòlica pel Rei d'Espanya. No obstant això, no tothom l'admirava; el seu biògraf oficial, O.H.K. Spate, el va descriure com d'un "intel·lecte indisciplinat" i freturós amb un "hàbit de judici rigorós"; el llibre va ser un fracàs financer; i un posterior esquema proposat per utilitzar una versió simplificada del llibre, el primer descobriment d'Austràlia i Nova Guinea (1906), va acabar sent retirat de les escoles.

## Obra
- The Discovery of Austràlia el 1895
- The First Discovery of Austràlia and New Guinea (1906)

Collingridge va publicar "Alice in One Dear Land" el 1922. És un llibre fet a mà amb nombrosos petits gravats. Alice es representa en un arbust australià amb un coala, aquesta és la primera representació de "Alice in Wonderland" en un ambient Australià.
Una parent llunyana de Collingridge, Vanessa Collingridge, va publicar un llibre sobre el Capità Cook, titulat Captain Cook (2002), i la publicació d'aquest llibre ha causat un cert ressorgiment de l'interès sobre George Collingridge en els últims anys.